# 凱阿利亞
凱阿利亞（意指「鹽結殼」）是位於美國夏威夷州考艾縣考艾島上的一個非建制地區。1914年由美國地名委員會正式命名。

## 地理
凱阿利亞的座標為22°06′07″N 159°18′31″W / 22.10194°N 159.30861°W，而該地的平均海拔高度為5米（即16英尺）。